# Distretto di Sivrice
Il distretto di Sivrice (in turco Sivrice ilçesi) è uno dei distretti della provincia di Elâzığ, in Turchia.